# جون د. فوكس
جون د. فوكس (بالإنجليزية: Jon D. Fox)‏ هو محامي وضابط وسياسي أمريكي، ولد في 22 أبريل 1947 في الولايات المتحدة، وتوفي بنفس المكان في 11 فبراير 2018 بسبب سرطان الكبد. حزبياً، نشط في الحزب الجمهوري.

## مناصب
- في انتخابات مجلس النواب الأمريكي 1994 [الإنجليزية]‏، انتخب عضو مجلس النواب الأمريكي عن دائرة Pennsylvania's 13th congressional district [الإنجليزية]‏ وقد انضم خلال فترته النيابية [الإنجليزية]‏ (4 يناير 1995 – 3 يناير 1997)  للكتلة البرلمانية الحزب الجمهوري.
- في انتخابات مجلس النواب الأمريكي 1996 [الإنجليزية]‏، انتخب عضو مجلس النواب الأمريكي عن دائرة Pennsylvania's 13th congressional district [الإنجليزية]‏ وقد انضم خلال فترته النيابية [الإنجليزية]‏ (7 يناير 1997 – 3 يناير 1999)  للكتلة البرلمانية الحزب الجمهوري.
- انتخب عضو  [لغات أخرى]‏ (1991 – 1994).
- انتخب عضو مجلس نواب بنسيلفانيا (1984 – 1990).
- انتخب عضو مجلس النواب الأمريكي (3 يناير 1995 – 3 يناير 1999).